# Cerceis bidentata
Cerceis bidentata är en kräftdjursart som beskrevs av H. Milne Edwards 1840. Cerceis bidentata ingår i släktet Cerceis och familjen klotkräftor. Inga underarter finns listade i Catalogue of Life.